# Ordre des Huit Trigrammes
L’ordre des Huit Trigrammes ou ordre de Palgwae (hangeul : 팔괘장 ; hanja : 八卦章) est un ordre de l'empire de Corée, créé le 16 avril 1901, par l'empereur Gwangmu durant l'Empire coréen.
Cet ordre comporte huit classes et récompense les fonctionnaires militaires et civils pour leurs mérites ou leurs longs services méritoires.
Il est le pendant coréen de l'ordre japonais du Trésor sacré.
Cet ordre s'est éteint en 1910 avec l'annexion de la Corée par le Japon.

## Histoire

### Création
Le décret impérial de l'empereur Kojong du 16 avril 1901 fonde l'ordre des Huit Trigrammes,, lors du 6e anniversaire de l'indépendance coréenne.
Cet ordre s'est éteint en 1910 avec l'annexion de la Corée par le Japon.

### Origine, légende et symbole
Cette distinction fait référence au Ba gua (« huit trigrammes »), en référence aux 4 éléments : l'eau, le feu, l'air, la terre et à la pluie, au tonnerre, au vent, aux montagnes.
Il est le pendant coréen de l'ordre japonais du Trésor sacré,.
Selon la légende chinoise, l'un des premiers empereur chinois a conçu les huit trigrammes à partir des marques sur le dos d'un cheval-dragon, ou d'une tortue, qui lui sont apparus dans une rivière, et c'est à partir de ces trigrammes qu'a été inventée l'histoire de l'humanité.
Chaque trigramme représente une image de la nature.
| Trigramme                 | Image naturelle     | Qualités                                                      |
| ------------------------- | ------------------- | ------------------------------------------------------------- |
| Trigramme qián du Yi Jing | Le ciel 天          | Créativité, force, initiative                                 |
| Trigramme kūn du Yi Jing  | La terre 地         | Disponibilité, adaptabilité, accueil, don de soi              |
| Trigramme zhèn du Yi Jing | Le tonnerre 雷      | Impulsion, mise en route, secousse                            |
| Trigramme xùn du Yi Jing  | Le vent, le bois 風 | Pénétration, soumission, intériorisation                      |
| Trigramme lí du Yi Jing   | Le feu 火           | Clarté, lucidité, vivacité, éclat                             |
| Trigramme kǎn du Yi Jing  | L'eau 水            | Profondeur, endurance, peur                                   |
| Trigramme gèn du Yi Jing  | La montagne 山      | Rigueur, cohésion, calme, solidité                            |
| Trigramme duì du Yi Jing  | Le marais 澤        | Aptitude à l'expression et à la communication, joie, légèreté |

### Autres
Certaines des médailles ont été fabriquées au Japon,. Les médailles de fabrication japonaises sont de meilleure qualité générale, avec un meilleur émaillage et sans ligne en métal séparant les couleurs bleu et blanc.

## Nomination
Cet ordre récompense les fonctionnaires militaires et civils pour leurs mérites ou leurs longs services méritoires.

## Ordre de Préséance
L'Ordre des Huit Trigrammes est inférieur à l'ordre de Taegeuk et supérieur à l'ordre du Phénix Auspicieux,.

## Récipiendaires
- Ōkura Kihachirō
- Gojong de Corée

## Grades
L'ordre compte huit classes, chacune représente un objet particulier.
- Grand Cordon (勳功壹等)
- 2e Classe (勳功貳等)
- 3e Classe (勳功叄等)
- 4e Classe (勳功四等)
- 5e Classe (勳功五等)
- 6e Classe (勳功六等)
- 7e Classe (勳功七等)
- 8e Classe (勳功八等)

## Apparence
La 1re classe est identique sur l'avers et le revers. La 2e classe jusqu’à la dernière classe ont un avers émaillé et un revers en métal sur lequel est portée une inscription en hanja 勳功六等 (le 3e caractère représente le rang),.
Le trigramme central est rouge émaillé sur un médaillon en argent recouvert de vernis transparent.

### Médaillons centraux
Le médaillon au centre de la médaille représente les combinaisons pour les huit trigrammes.

Schéma des médaillons centraux en fonction de la classe dans l'ordre

### 1ère classe

#### Médaille suspendue
La médaille mesure 74 mm, elle est en vermeil émaillé des deux côtés, avec un trigramme sur l'avers et le revers.
La médaille est composée de six branches, à trois pointes émaillés bleu foncé brillant et bordés de blanc.
Le trigramme sur le médaillon central est .
La médaille suspendue et une médaille en plaque est offert aux premières classes.

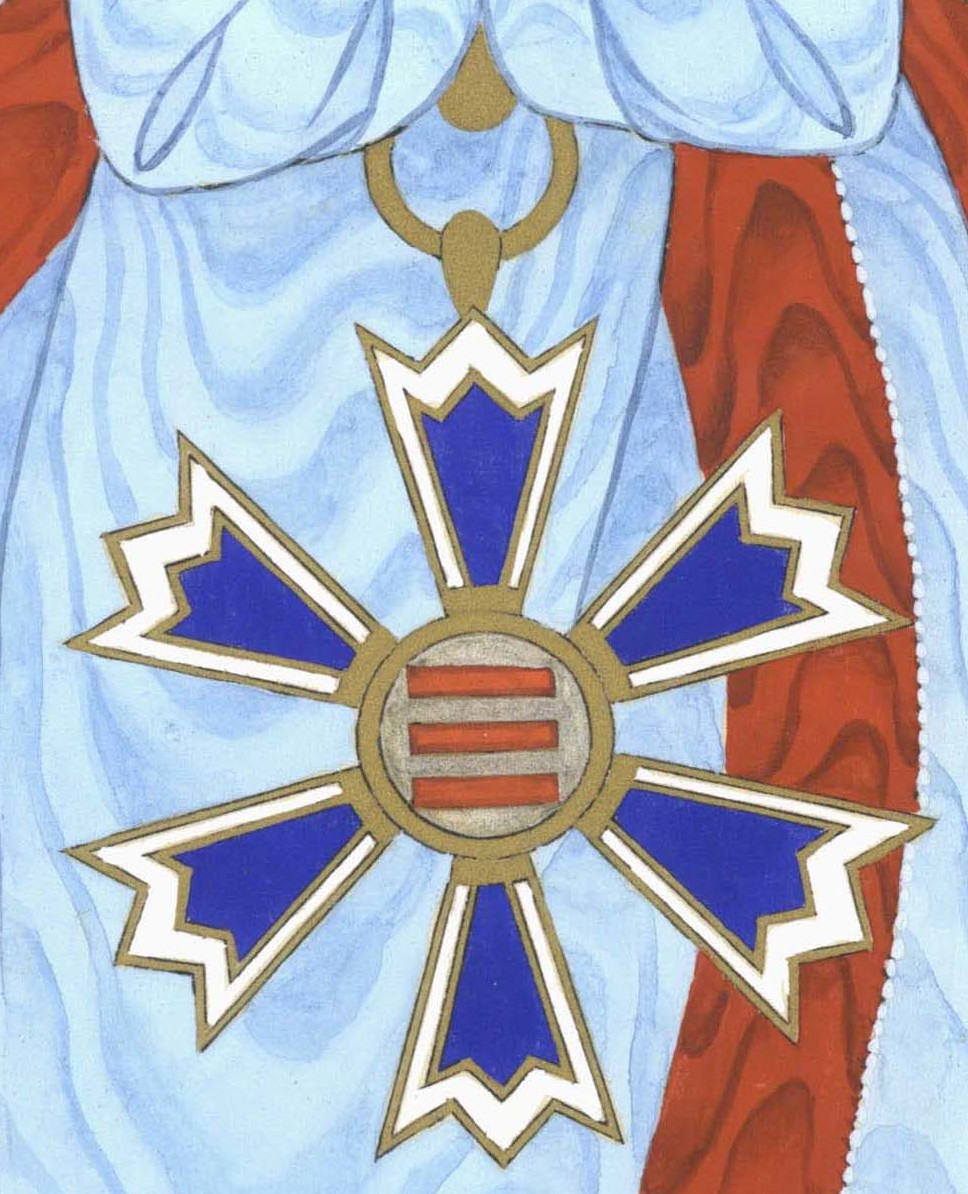
Médaille suspendue de l'ordre, 1ère classe
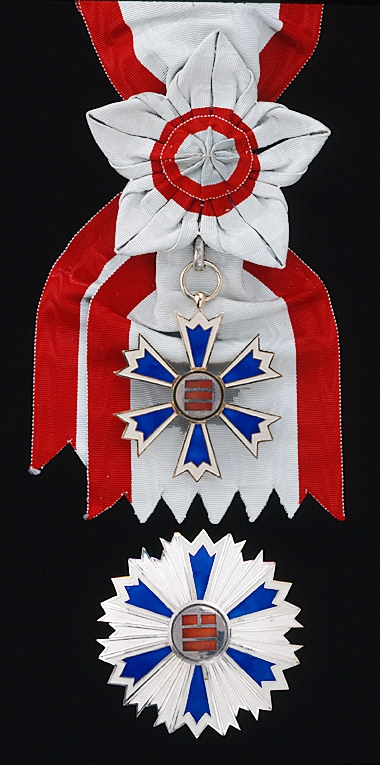
Photo de l'écharpe, de la médaille suspendue de 1re classe et de médaille en plaque de 2e classe
Ruban de décoration de l'ordre

#### Écharpe
L'écharpe est un tissu de soie moirée de 107 mm de large, de couleur bleu pâle avec deux bandes rouge aux extrémités de 19 mm de large chacune, avec une rosette en forme fleur de prunier.

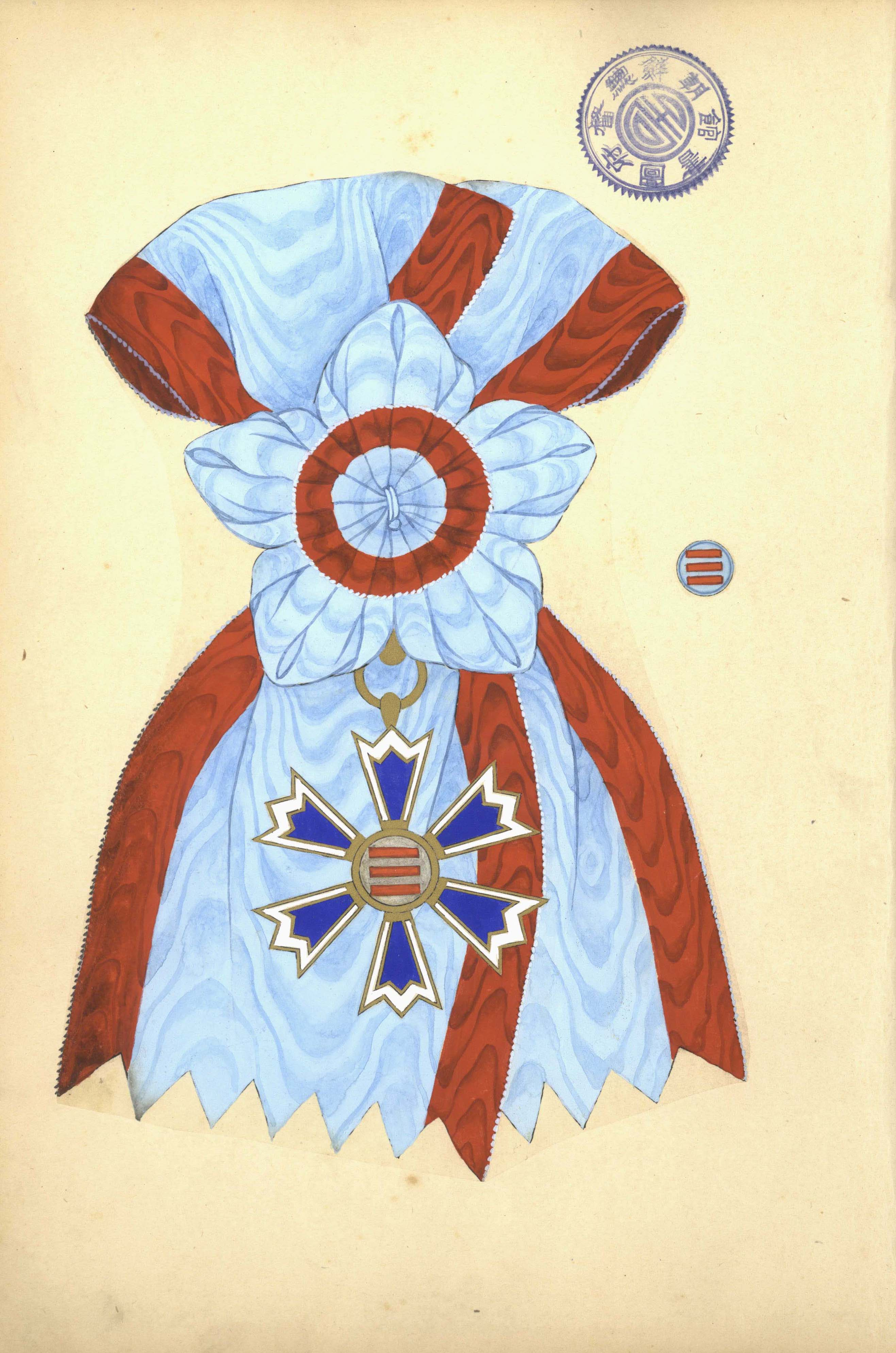
Écharpe de l'ordre
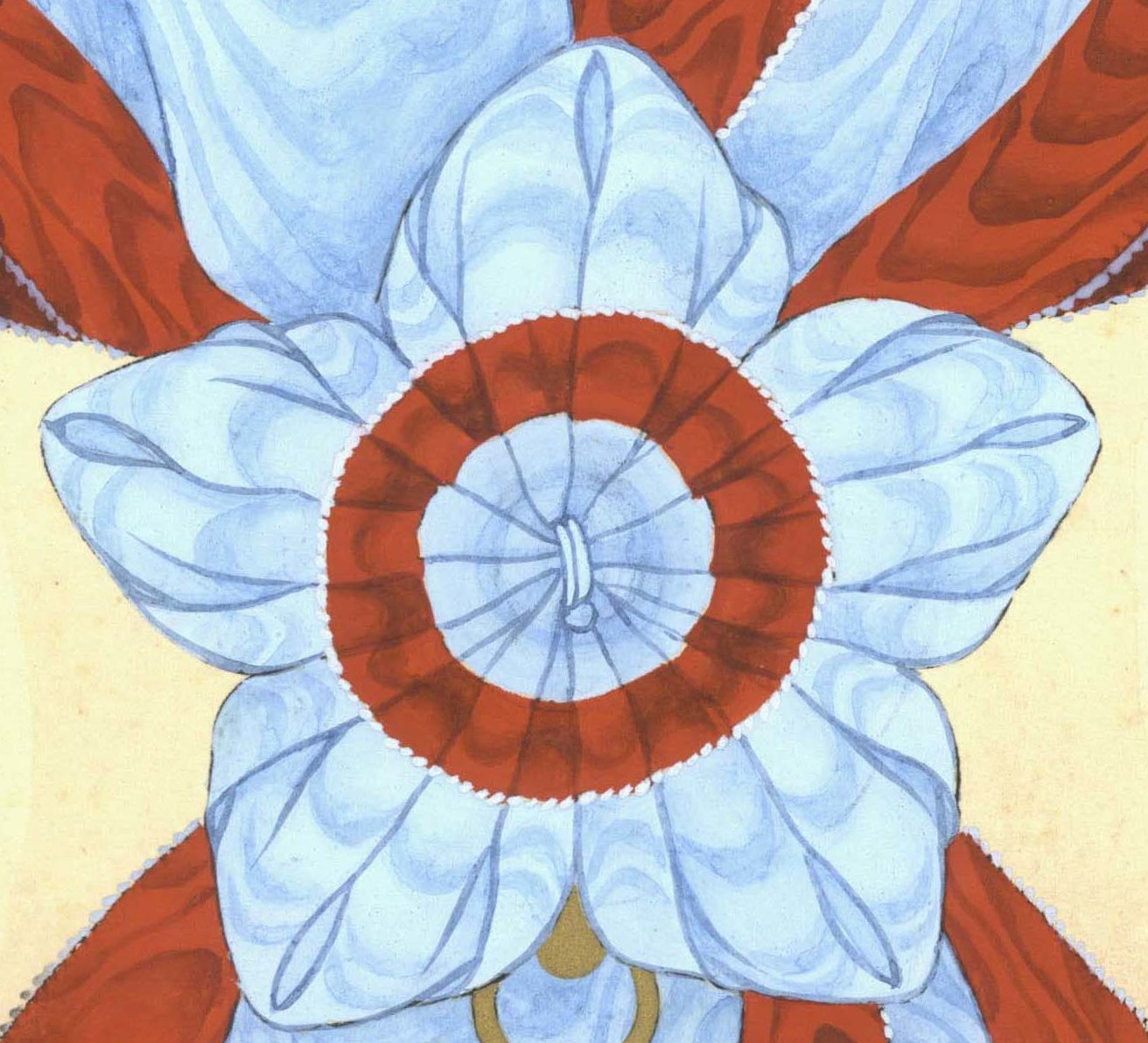
Rosette de l'écharpe de l'ordre
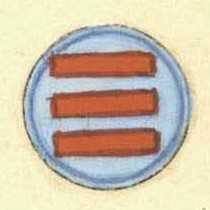
Retour de boutonnière de l'ordre, 1ère classe

### 2e classe

#### Médaille en plaque
La médaille en plaque est une décoration convexe de 85 mm, en argent émaillé. Le trigramme central est aussi rouge émaillé sur un médaillon en argent recouvert de vernis transparent, avec les mêmes branches bleu et blanc que la médaille suspendue, mais l'espace entre chaque branche est comblé par trois rayons d'argent à double pointe avec des bords en relief et un fond grainé.
Les médailles en plaque peuvent indiquer qu'il s'agit de la seconde classe, alors qu'ils sont utilisés par les récipiendaires de la 1re, car dans le système des décorations au Japon, les médailles en plaque destinées aux 2e classes sont portées comme des décorations accessoires à la 1re classe.
Les secondes classes portent la médaille en plaque sur la droite.
Sur le revers de la médaille il est écrit « 2ème classe de l'ordre du Mérite ».
Le trigramme sur le médaillon central est .
La médaille en plaque et une médaille suspendue de 3e classe est offert aux secondes classes.

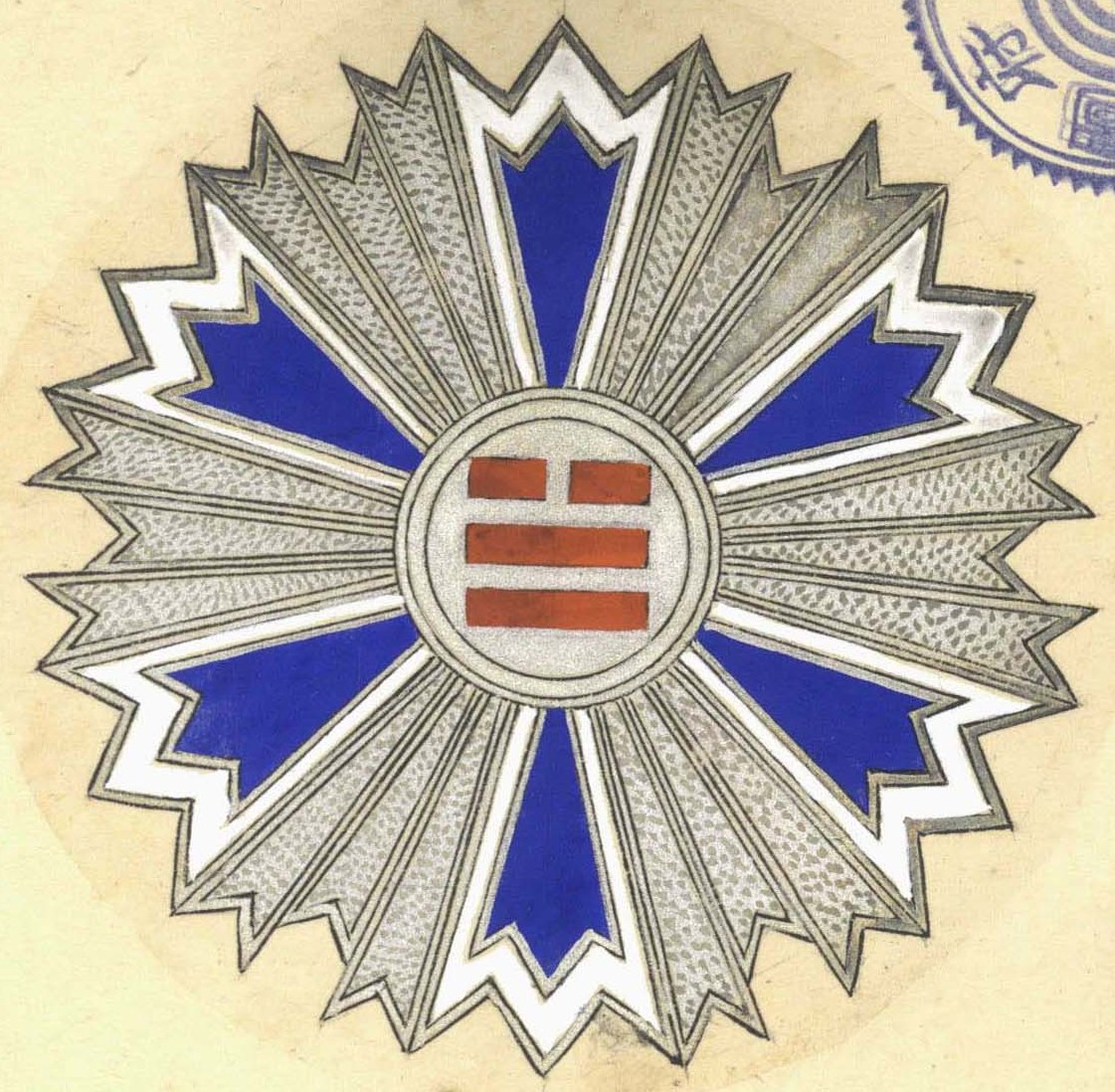
Médaille en plaque de l'ordre, 2e classe, avers
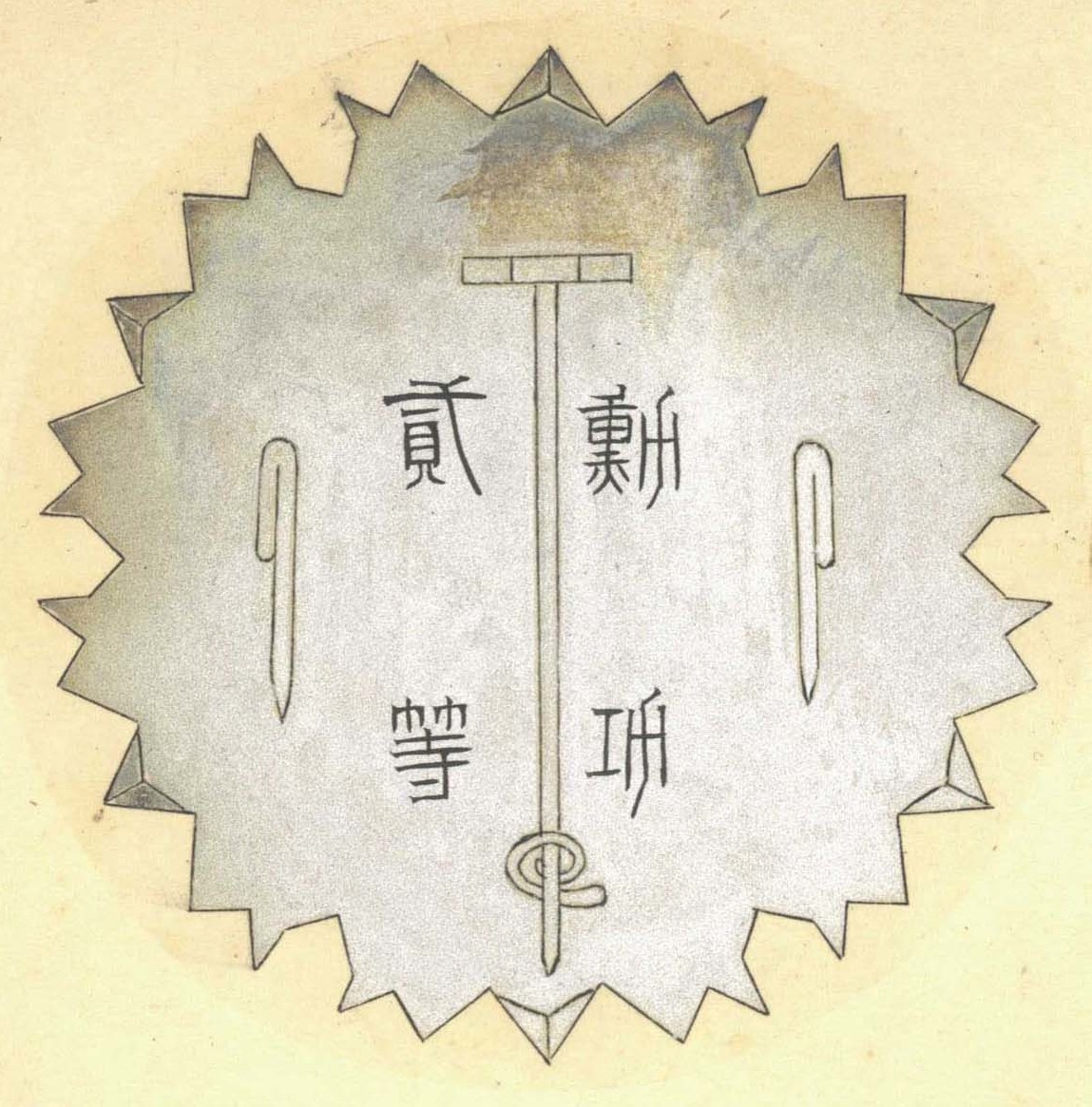
Médaille en plaque de l'ordre, 2e classe, revers
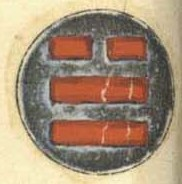
Retour de boutonnière de l'ordre, 2e classe

### 3e classe
Le trigramme sur le médaillon central est .
La décoration de la 3e classe est similaire à la médaille suspendue de la 1re classe, elle se porte en cravate autour du cou.
La médaille de la 3e classe mesure 57 mm, elle est en argent doré. Elle est accompagnée d'un retour de boutonnière avec le même trigramme de la classe, de couleur bleu pâle.
Le ruban mesure 37 mm de large, elle est moirée de couleur bleu pâle, avec deux bandes de 6 mm de couleur rouge clair à chaque extrémité.
Cet décoration autour du cou, destinée aux 3e classes, est parfois portée comme une décoration accessoire à aux secondes classes.
Sur le revers de la médaille, il est écrit « 3ème classe de l'ordre du Mérite ».

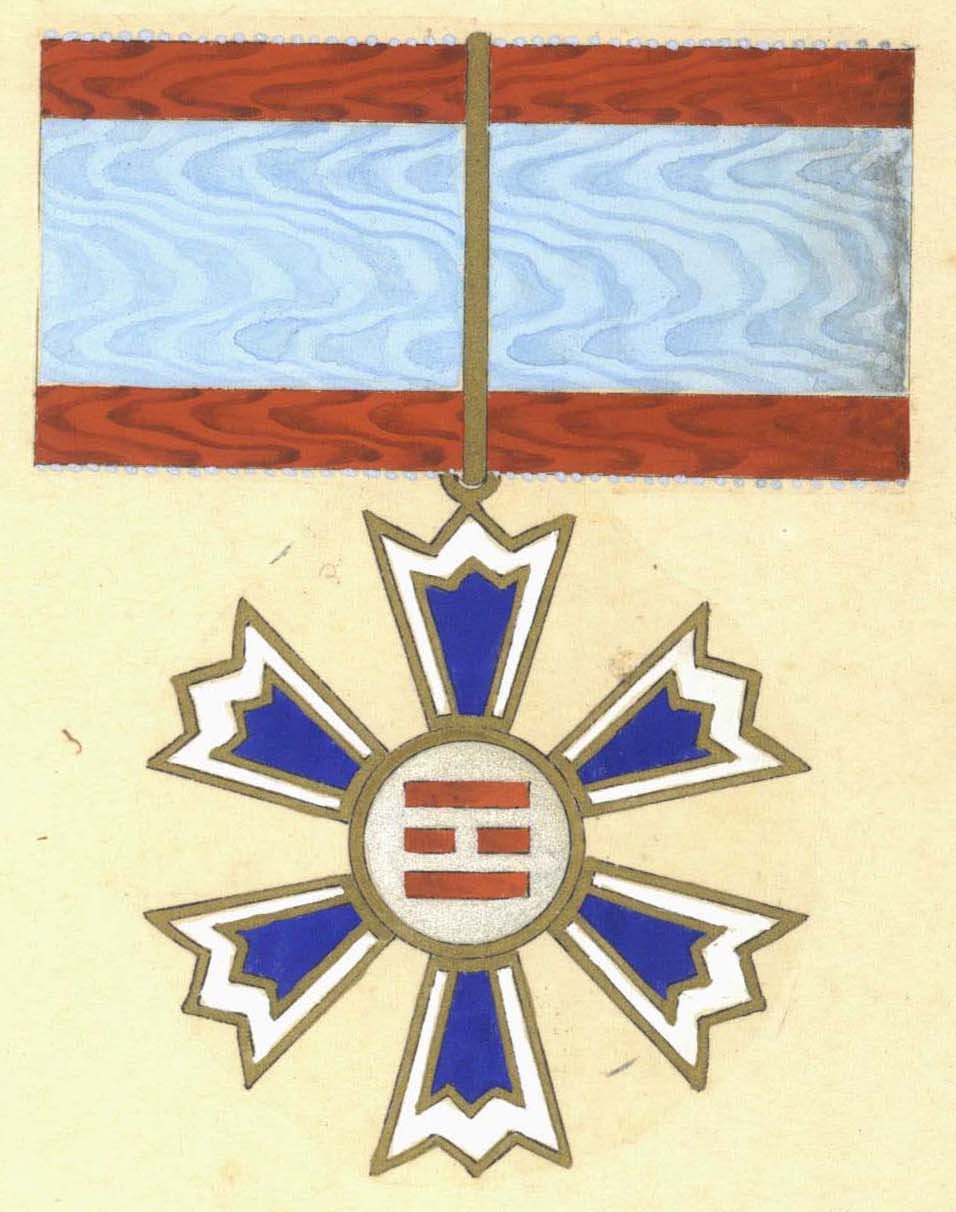
Médaille 3e classe, avers
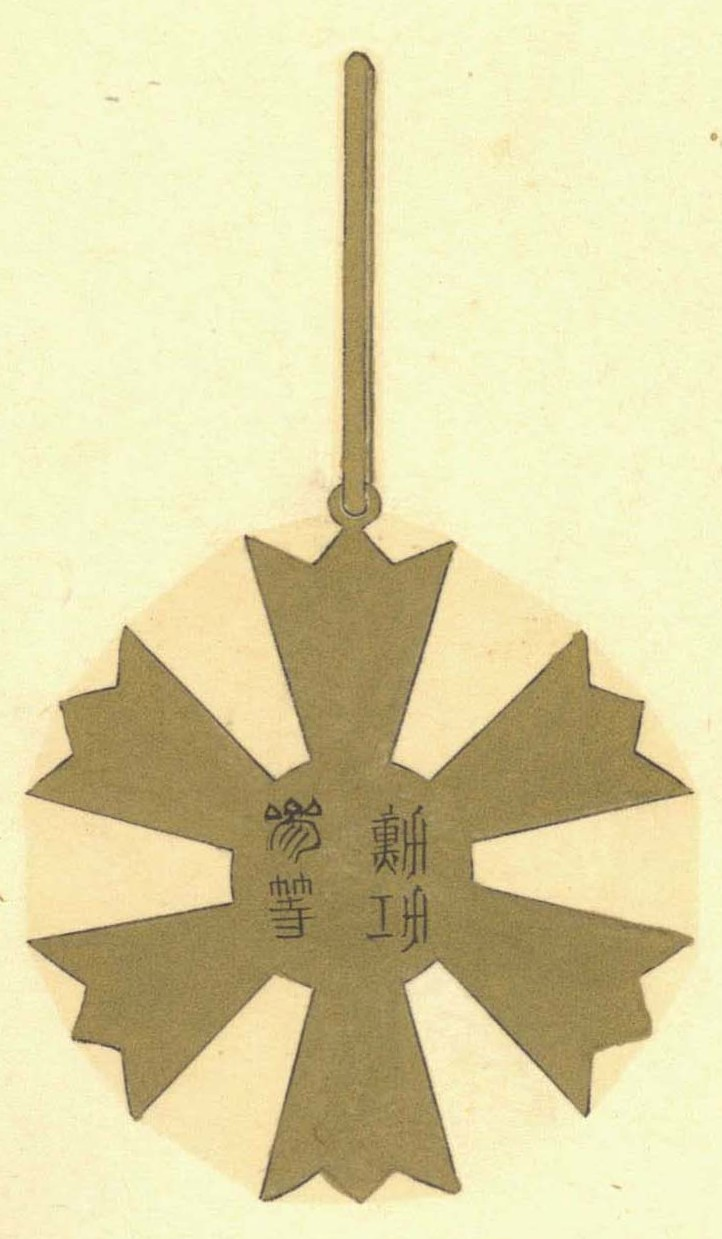
Médaille 3e classe, revers
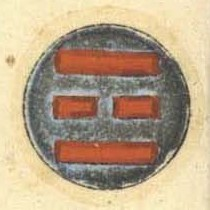
Retour de boutonnière de l'ordre, 3e classe

### 4e classe
La médaille de la 4e classe est en vermeil et mesure 53 mm
Le trigramme sur le médaillon central est .
Sur le revers de la médaille, il est écrit « 4ème classe de l'ordre du Mérite ».
Le ruban de la médaille est plié en forme triangulaire, sur lequel il y a une rosette en forme de fleur de prunier.

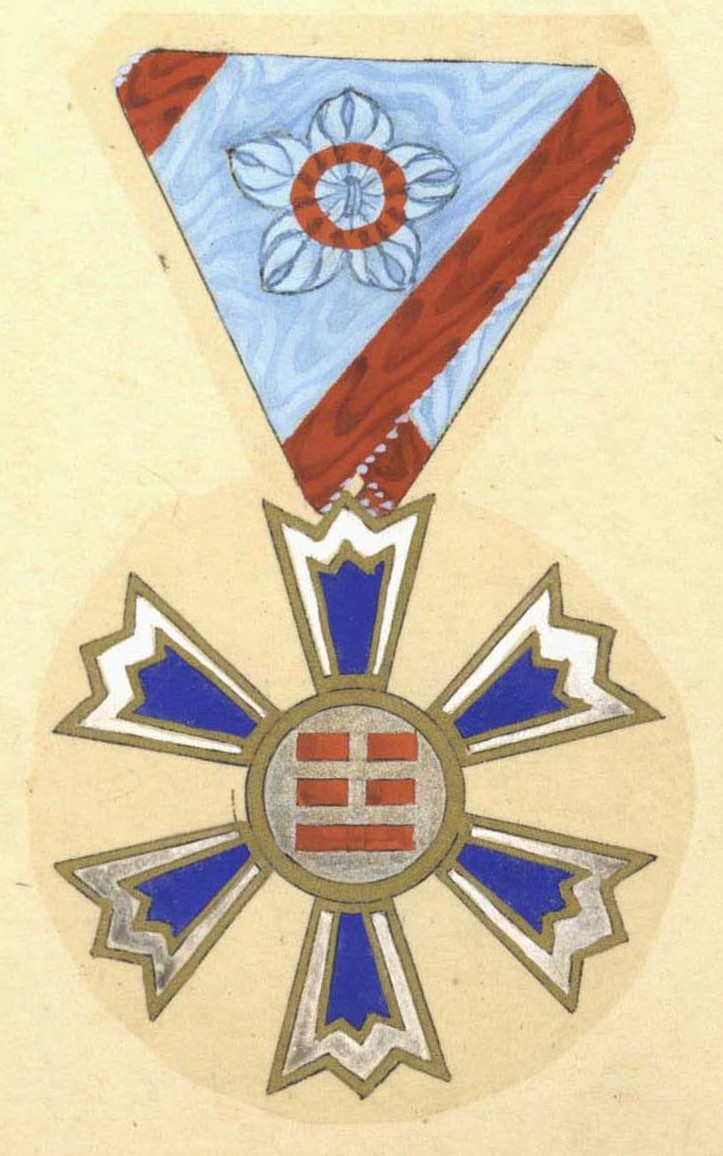
Médaille 4e classe, avers
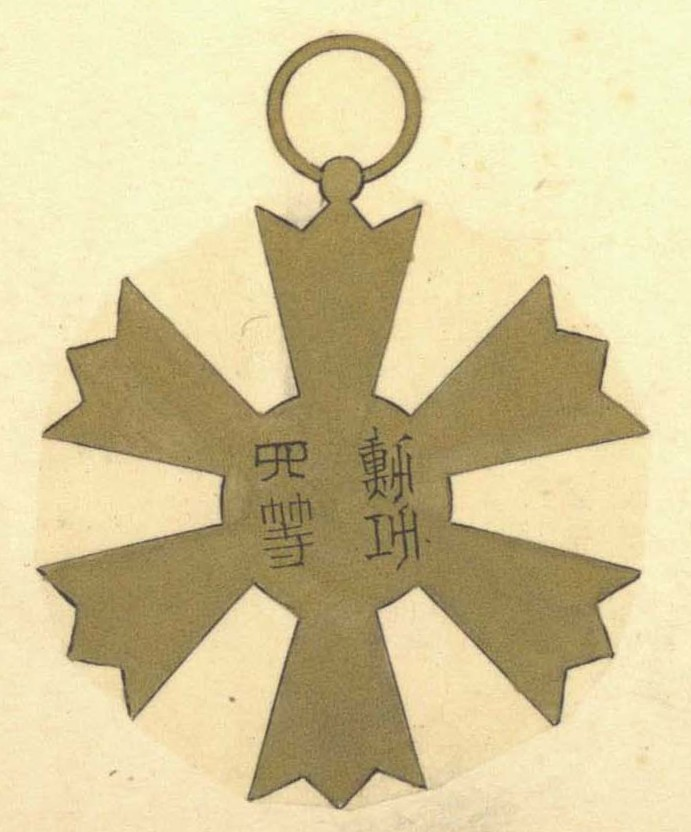
Médaille 4e classe, revers
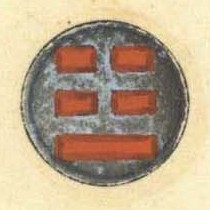
Retour de boutonnière de l'ordre, 4e classe

### 5e classe
Le trigramme sur le médaillon central est .

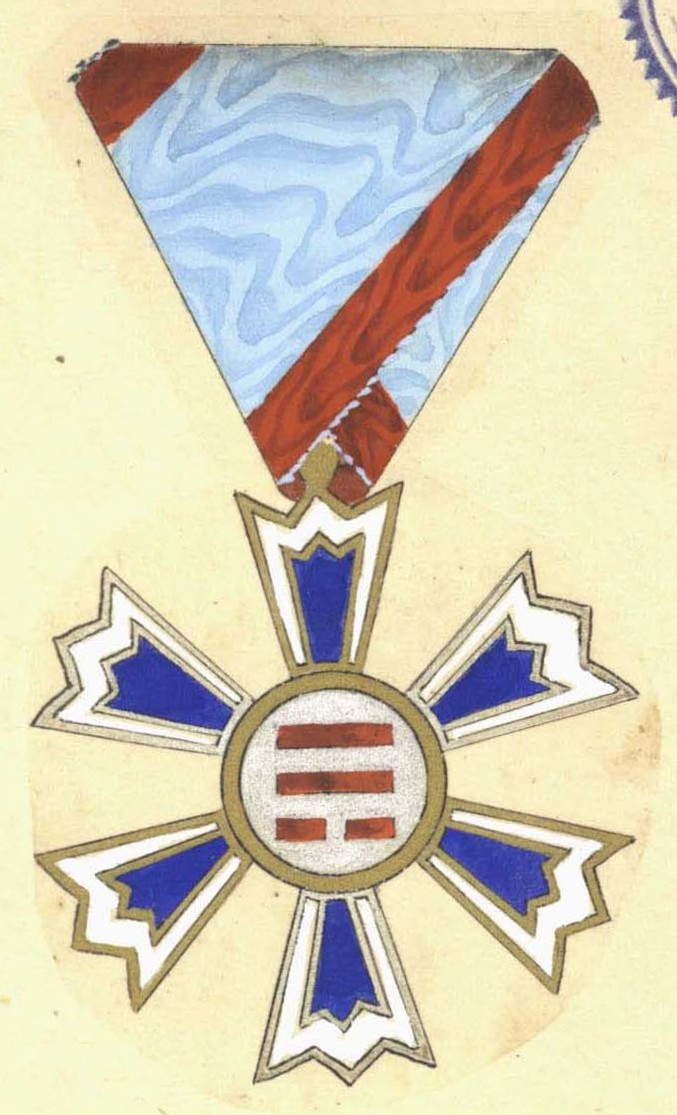
Médaille 5e classe, avers
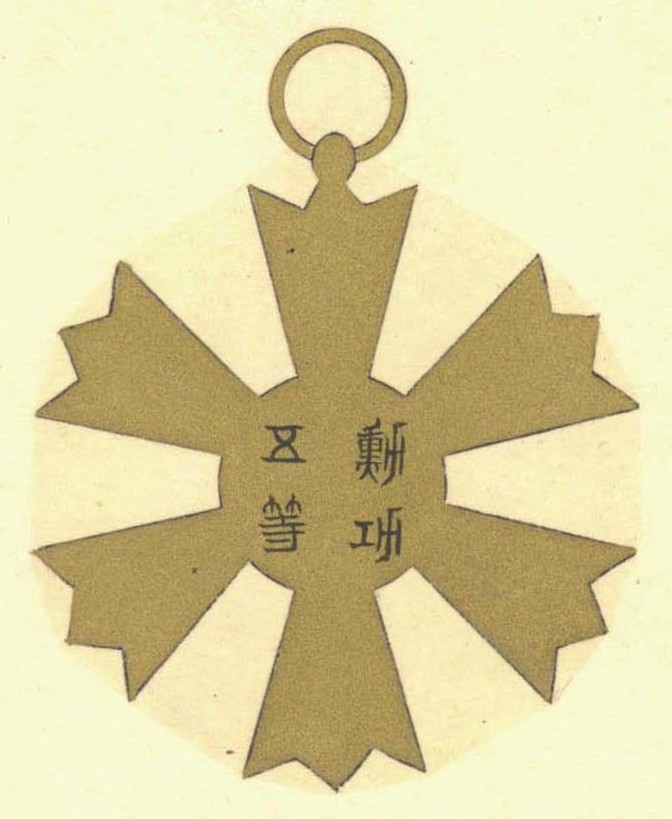
Médaille 5e classe, revers
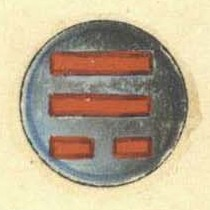
Retour de boutonnière de l'ordre, 5e classe

### 6e classe
Le trigramme sur le médaillon central est .

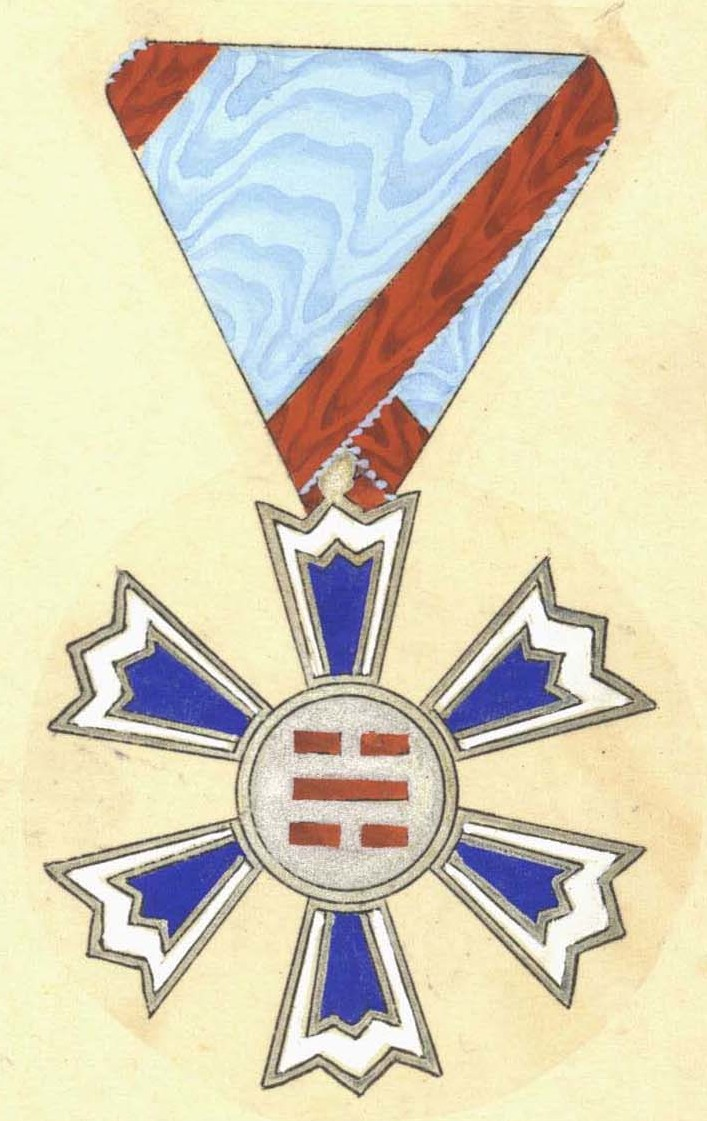
Médaille 6e classe, avers
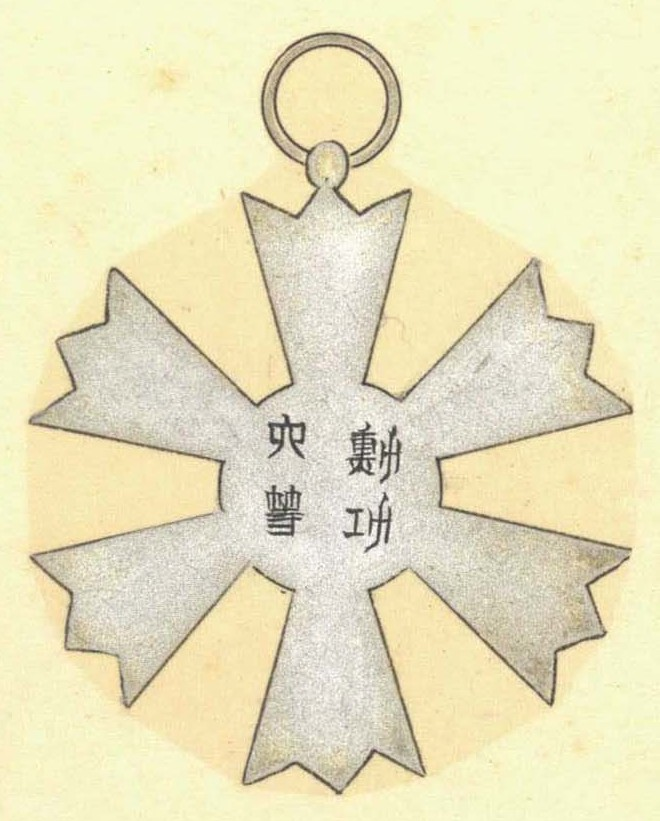
Médaille 6e classe, revers
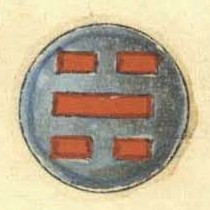
Retour de boutonnière de l'ordre, 6e classe

### 7e classe
Le trigramme sur le médaillon central est .

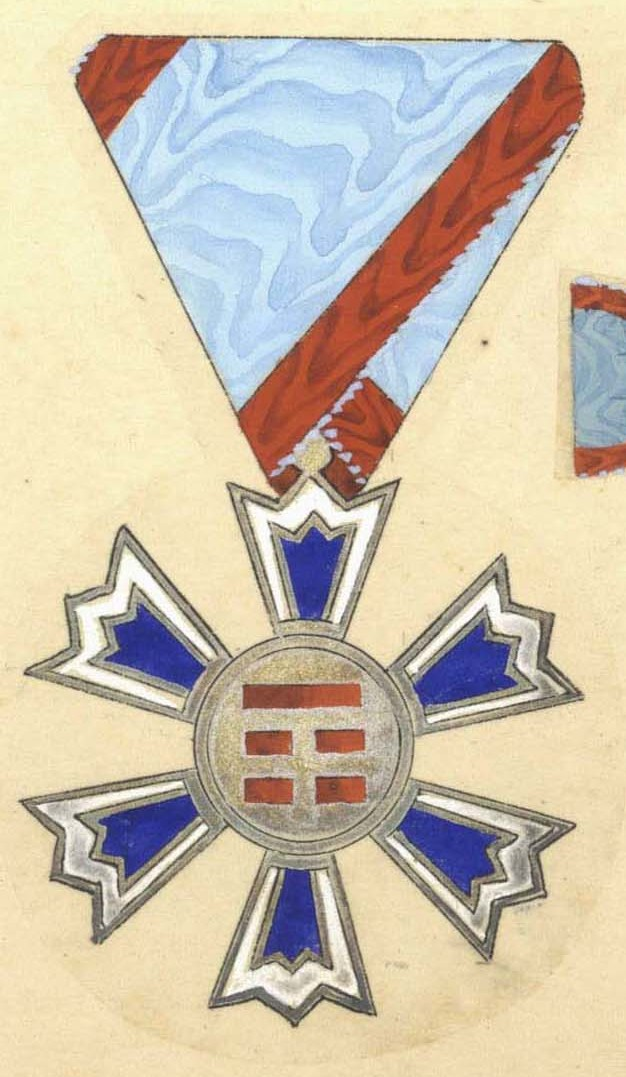
Médaille 7e classe, avers
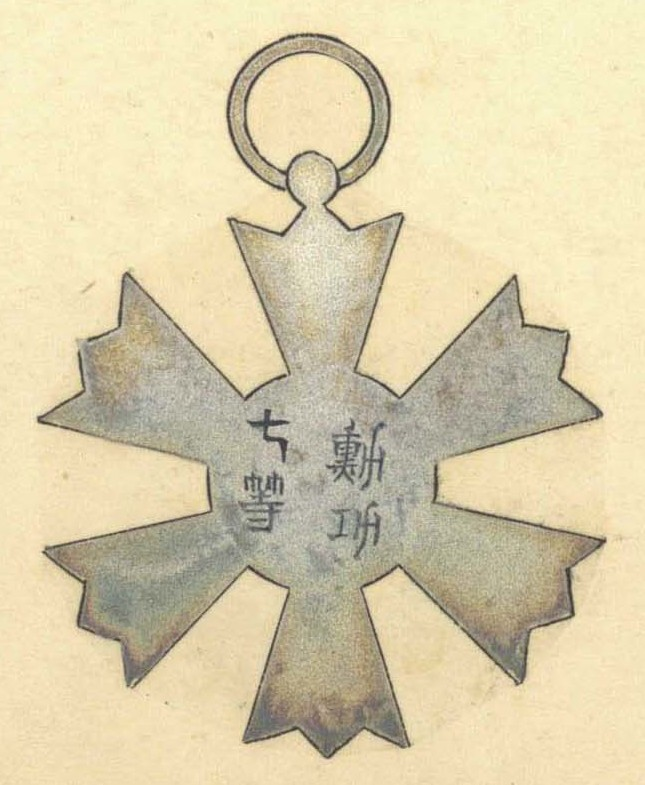
Médaille 7e classe, revers
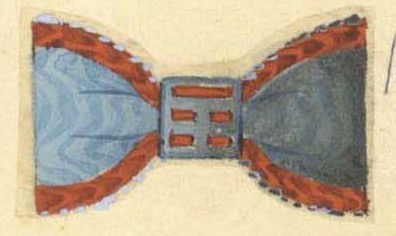
Retour de boutonnière de l'ordre, 7e classe

### 8e classe
Le trigramme sur le médaillon central est .
Le ruban mesure 37 mm de large, elle est moirée de couleur bleu pâle, avec deux bandes de 6 mm de couleur rouge clair à chaque extrémité.
Le ruban de la médaille est plié en forme triangulaire.

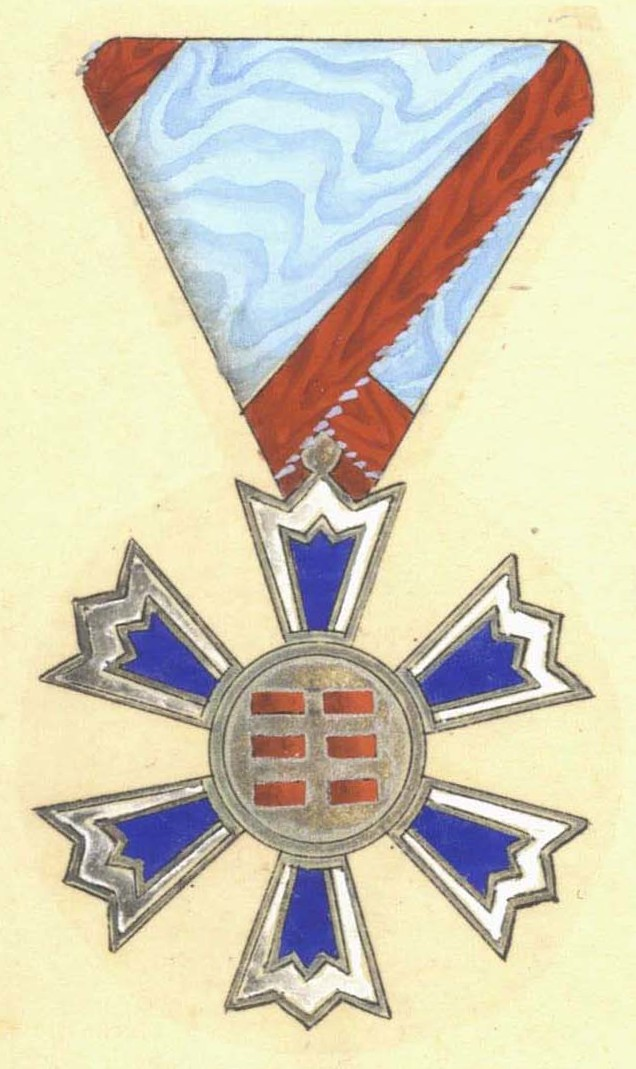
Médaille 8e classe, avers
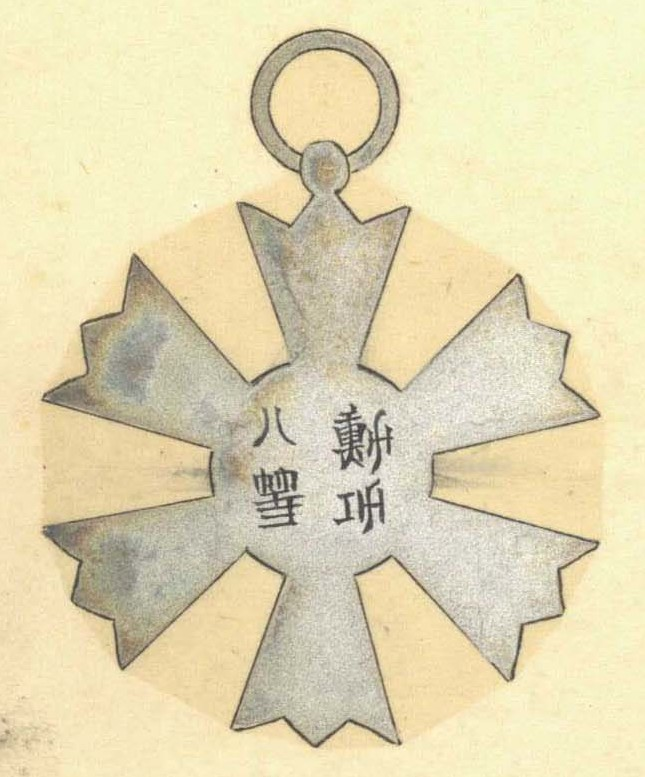
Médaille 8e classe, revers
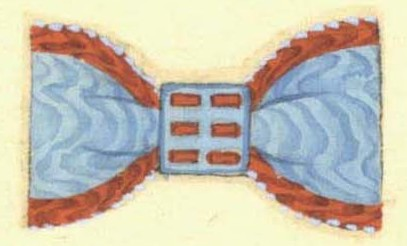
Retour de boutonnière de l'ordre, 8e classe